# گویدو ماستی
گویدو ماستی (ایتالیایی: Guido Masetti؛ زادهٔ ۲۲ نوامبر ۱۹۰۷ - درگذشتهٔ ۲۶ نوامبر ۱۹۹۳) بازیکن فوتبال و سرمربی فوتبال اهل ایتالیا بود.